# The Bushwhackers
The Bushwhackers foi um tag team de wrestling profissional, composto por Luke Williams e Butch Miller. Eles lutaram na World Wrestling Federation e em muitas outras promoções independentes durante cerca de 40 anos.

## No wrestling
- Movimentos de finalização
  - Battering ram[2]
  - Double gutbuster[2]

- Managers
  - Jonathan Boyd
  - Billy Golden
  - Ox Baker
  - Lady Maxine
  - Don Carson
  - Jamison
  - André the Giant

- Flag Bearers
  - Jack Victory
  - Rip Morgan
  - Johnny Ace

## Títulos e prêmios
- Allied Powers Wrestling Federation
  - APWL Tag Team Championship (1 vez)

- Championship Wrestling from Florida
  - NWA Florida Tag Team Championship (1 vez)
  - NWA United States Tag Team Championship (Florida version) (1 vez)

- Continental Wrestling Association
  - AWA Southern Tag Team Championship (2 vezes)

- International All-Star Wrestling
  - International All-Star Wrestling Tag Team Championship (1 vez)

- Mid-Atlantic Championship Wrestling
  - NWA Mid-Atlantic Tag Team Championship (1 vez)

- NWA All-Star Wrestling
  - NWA Canadian Tag Team Championship (Vancouver version) (1 vez)

- Pacific Northwest Wrestling
  - NWA Pacific Northwest Tag Team Championship (3 vezes)

- Pro Wrestling Illustrated
  - PWI os colocaram como # 71 dos 100 melhores tag teams durante a "PWI Years" de 2003

- Southeastern Championship Wrestling
  - NWA Southeastern Tag Team Championship (1 vez)

- Stampede Wrestling
  - Stampede International Tag Team Championship (2 vezes)

- Southwest Championship Wrestling
  - SWCW World Tag Team Championship (1 vez)
  - SWCW Southwest Tag Team Championship (1 vez)

- Universal Wrestling Federation
  - UWF Tag Team Championship (2 vezes)

- World Wide Wrestling Alliance
  - WWWA Tag Team Championship (2 vezes)

- World Wrestling Council
  - WWC North American Tag Team Championship (1 vez)
  - WWC World Tag Team Championship (2 vezes)